# Kentucky Derby
Kentucky Derby é uma competição de turfe disputada anualmente no hipódromo de Churchill Downs, em Louisville, Kentucky nos EUA. A corrida realiza-se sobre uma pista de areia com a distância de uma milha e um quarto (aproximadamente 2.000 metros) de galope plano, destinada  para cavalos thoroughbred de 3 anos.
A corrida é também conhecida como "os dois minutos mais excitantes do esporte" (the most exciting two minutes in sports)  e "a corrida pelas rosas" (the run for the roses), por causa da guirlanda de rosas dada ao ganhador. O derby acontece sempre no primeiro sábado de maio de cada ano e é a primeira prova da Tríplice Coroa americana, sucedida pelo Preakness Stakes e o Belmont Stakes. Ao contrário do Preakness e Belmont Stakes, que tiveram hiatos em 1891-1893 e 1911-1912, respectivamente, o Kentucky Derby tem sido realizado a cada ano consecutivo desde 1875, mesmo durante as duas Guerras Mundiais. Um cavalo deve vencer as três corridas para ganhar a Tríplice Coroa.
A participação do público no Kentucky Derby ocupa o primeiro lugar na América do Norte e geralmente supera a participação de todas as outras corridas importantes, incluindo as apostas no Preakness Stakes, Belmont Stakes e Breeders' Cup.

## História

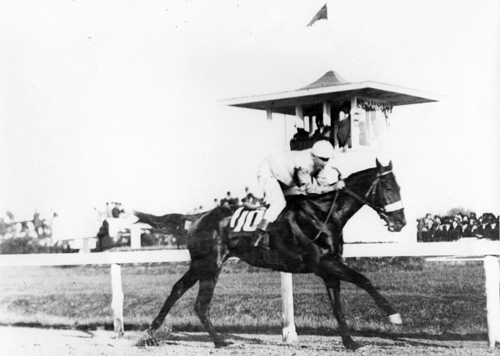
Old Rosebud, campeão em 1914

Em 1872 o coronel M. Lewis Clark ficou entusiasmado com algumas corridas de cavalo que viu na Europa. Quando retornou para Kentucky ele organizou a Louisville Jockey Club com o objetivo de arrecadar dinheiro e organizar sua prória corrida de cavalos.
Clark então construiu uma pista e deu a ela o nome de Churchill Downs, em homenagem aos seus parentes John e Henry Churchill. A primeira edição do Kentucky Derby aconteceu em 17 de maio de 1875 e foi acompanhada por cerca de 10 mil pessoas. A vitória ficou com o cavalo Aristides que mais tarde seria segundo colocado no Belmont Stakes.

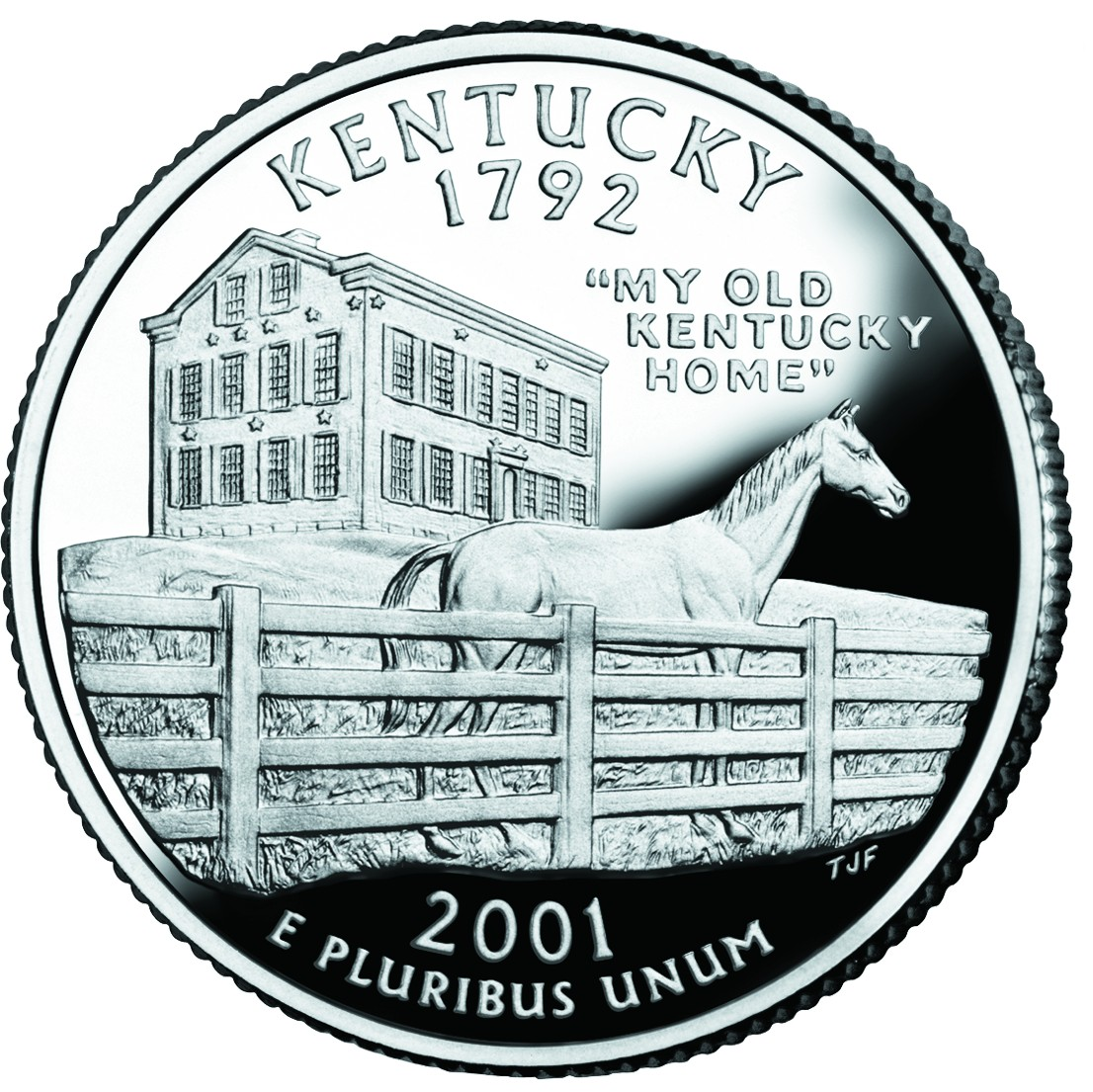
Um cavalo puro sangue é retratado no verso de uma moeda comemorativa

A primeira corrida se provou ter sido um sucesso, mas a pista encontrou dificuldades financeiras e, em 1894, o New Louisville Jockey Club foi incorporado com novas capitalizações e facilidades aprimoradas. Apesar disso, o negócio desapareceu até 1902, quando o coronel Matt Winn de Louisville reuniu um sindicato de empresários para adquirir a instalação. Sob o comando de Winn, Churchill Downs prosperou e o Derby de Kentucky tornou-se a corrida de apostas preeminente para cavalos de puro sangue de três anos na América do Norte. Os participantes do Derby estão limitados aos cavalos de três anos de idade. Apollo (1882) foi o único cavalo a ganhar o Derby sem ter completado a idade.
Os proprietários de puro-sangue começaram a enviar seus cavalos de sucesso no Derby para competir posteriormente no Preakness Stakes, em Baltimore, Maryland, seguido pelo Belmont Stakes em Elmont, Nova York. As três corridas ofereceram bolsas grandes e em 1919 Sir Barton se tornou o primeiro cavalo a vencer as três disputas no mesmo ano. No entanto, o termo Triple Crown não entrou em uso por mais onze anos. Em 1930, quando Gallant Fox se tornou o segundo cavalo a vencer as três corridas, o jornalista esportivo Charles Hatton usou a frase para uso americano. Alimentado pela mídia, o interesse público na possibilidade de um "super cavalo" que poderia ganhar a Triple Crown começou nas semanas que antecederam o Derby. Dois anos após o termo ter sido cunhado, a corrida, que foi realizada em meados de maio desde o início, foi alterada para o primeiro sábado de maio para permitir um cronograma específico para as corridas da Tríplice Coroa. Desde 1931, a ordem das corridas Triple Crown tem sido o Kentucky Derby primeiro, seguido pelo Preakness Stakes e depois pelo Belmont Stakes. Antes de 1931, onze vezes o Preakness foi executado antes do Derby. Em 12 de maio de 1917 e novamente em 13 de maio de 1922, o Preakness e o Derby foram realizados no mesmo dia. Em onze ocasiões, o Belmont Stakes foi executado antes do Preakness Stakes.

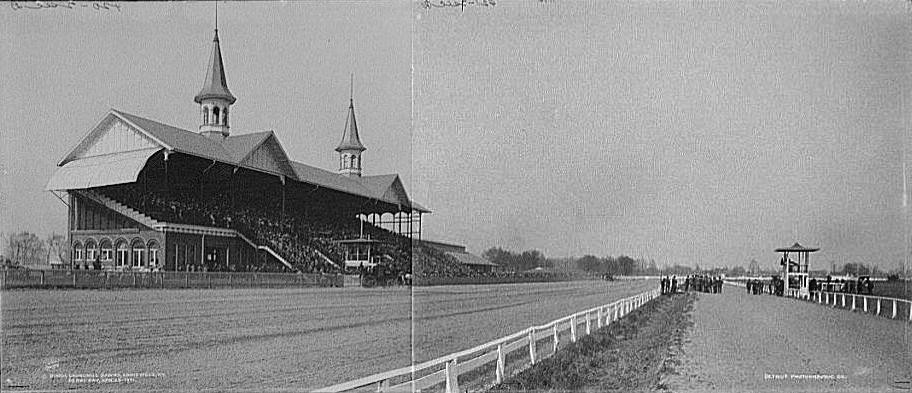
Churchill Downs em 1901

Em 16 de maio de 1925, a primeira transmissão de rádio ao vivo do Kentucky Derby foi feita pela WHAS e também foi realizada pela WGN em Chicago. Em 7 de maio de 1949, ocorreu a primeira cobertura televisiva do Kentucky Derby, produzida pela WAVE-TV, afiliada da NBC em Louisville. Essa cobertura foi ao ar ao vivo em Louisville e enviada à NBC como uma gravação de noticiário de cinescópio para transmissão nacional. Em 3 de Maio de 1952, a primeira cobertura televisiva nacional do Kentucky Derby ocorreu, foi ao ar pela CBS através da afiliada WHAS-TV. Em 1954, a bolsa de prêmios da prova ultrapassou US$ 100.000 pela primeira vez. Em 1968, Dancer's Image se tornou o primeiro cavalo a vencer a corrida e depois ser desqualificado depois que vestígios de fenilbutazona, um analgésico e anti-inflamatório, foram encontrados na uranálise do cavalo; O Forward Pass venceu após uma prolongada batalha legal contra os donos do Dancer's Image (que eles perderam). O Forward Pass tornou-se assim o oitavo vencedor da fazenda Calumet Farm. Inesperadamente, os regulamentos em corridas de cavalos Kentucky puro-sangue foram alterados alguns anos depois, permitindo que os cavalos pudessem usar fenilbutazona. Em 1970, Diane Crump tornou-se a primeira jóquei feminino a competir no Derby, terminando em 15º a bordo do Fathom.
O tempo mais rápido já realizado no Derby foi estabelecido em 1973, com 1min59s, quando o Secretariat quebrou o recorde estabelecido por Northern Dancer em 1964. Embora os tempos dos não-vencedores não fossem registrados, em 1973, Sham terminou em segundo, dois corpos e meio atrás do Secretariat na mesma corrida. Usando a convenção de corrida puro-sangue de um comprimento igual a um quinto de segundo para calcular o tempo de Sham, ele também terminou em menos de dois minutos. Outro final de sub-dois minutos, apenas o terceiro, foi estabelecido em 2001 por Monarchos em 1:59.97. Em 2005, a distribuição de bolsa para o Derby foi mudada, de forma que cavalos que terminam em quinto recebessem doravante uma parte da bolsa; anteriormente apenas os primeiros quatro finalistas ganhavam.
Um novo portão de partida com vinte lugares estreou no Kentucky Derby de 2020. Ele foi projetado por uma empresa australiana e substituiu o método anterior de iniciar o Derby que usava um portão de partida principal de 14 lugares e um portão auxiliar com mais 6 postos. Os funcionários de Churchill citaram a necessidade de aumentar a segurança de cavalos e cavaleiros como a razão para usar o novo portão de partida.
A edição de 2020 foi adiada e remarcada para o primeiro sábado de setembro devido a pandemia de COVID-19. Esta foi a terceira vez na história que o Derby não aconteceu no mês de maio, sendo que os outros dois adiamentos da prova ocorreram em 1901 (realizado em abril) e em 1945 (realizado em junho).

### Público e apostas
O Kentucky Derby é considerado como a maior corrida do mundo. São milhões de pessoas de todo o mundo fazendo apostas em várias faixas ao vivo e em apostas esportivas on-line. Em 2017, uma multidão de 158.070 pessoas assistiu a vitória de Always Dreaming no Derby, tornando-se o sétimo maior público na história da pista. A organização da prova informou que foi feito um total US$ 209,2 milhões em apostas de todas as fontes em todas as corridas do programa do Kentucky Derby Day. Foi um aumento de 9% comparado ao total de US$ 192,6 milhões em 2016 e um aumento de 8% em relação ao recorde anterior estabelecido em 2015 de US$ 194,3 milhões. TwinSpires, uma plataforma de apostas online e parceira do Kentucky Derby e da Breeders 'Cup, registraram US$ 32,8 milhões em apostas nas corridas de Churchill Downs para o programa do Kentucky Derby Day. Este foi um aumento de 22% em relação ao ano anterior. Apenas na corrida do Kentucky Derby, o peso do TwinSpires foi de 20,1 milhões de dólares, o que representou um aumento de 22% em relação ao ano anterior.
A corrida costuma atrair celebridades. A rainha Elizabeth II, em uma visita à costa leste dos Estados Unidos, esteve entre os presentes em Churchill Downs no ano de 2007. Ela estava acompanhada do Duque de Edimburgo e William Farish, um amigo e criador de cavalos. Ver a corrida sempre foi uma ambição da rainha que já havia estado em Kentucky outras quatro vezes, mas não na época da prova. Steve Sexton, então presidente do Kentucky Derby na época, declarou que - ""A rainha Elizabeth é certamente a convidada de maior prestígio que já recebemos na história moderna do Kentucky Derby".

## Tradições
Além da corrida em si, várias tradições desempenham um papel importante na atmosfera do Derby. O Mint julep - uma bebida gelada feita com bourbon, hortelã e um xarope de açúcar - é considerada a bebida tradicional da corrida. A bebida histórica pode ser servida em um copo prateado gelado, mas a maioria dos clientes de Churchill Downs prefere os copos de souvenir (oferecidos pela primeira vez em 1939 e disponíveis em formato revisado todos os anos desde então) impressos com todos os vencedores anteriores do Derby. Além disso, burgoo, um ensopado de carne, frango, porco e legumes, é um popular prato de Kentucky que também é servido no Derby.

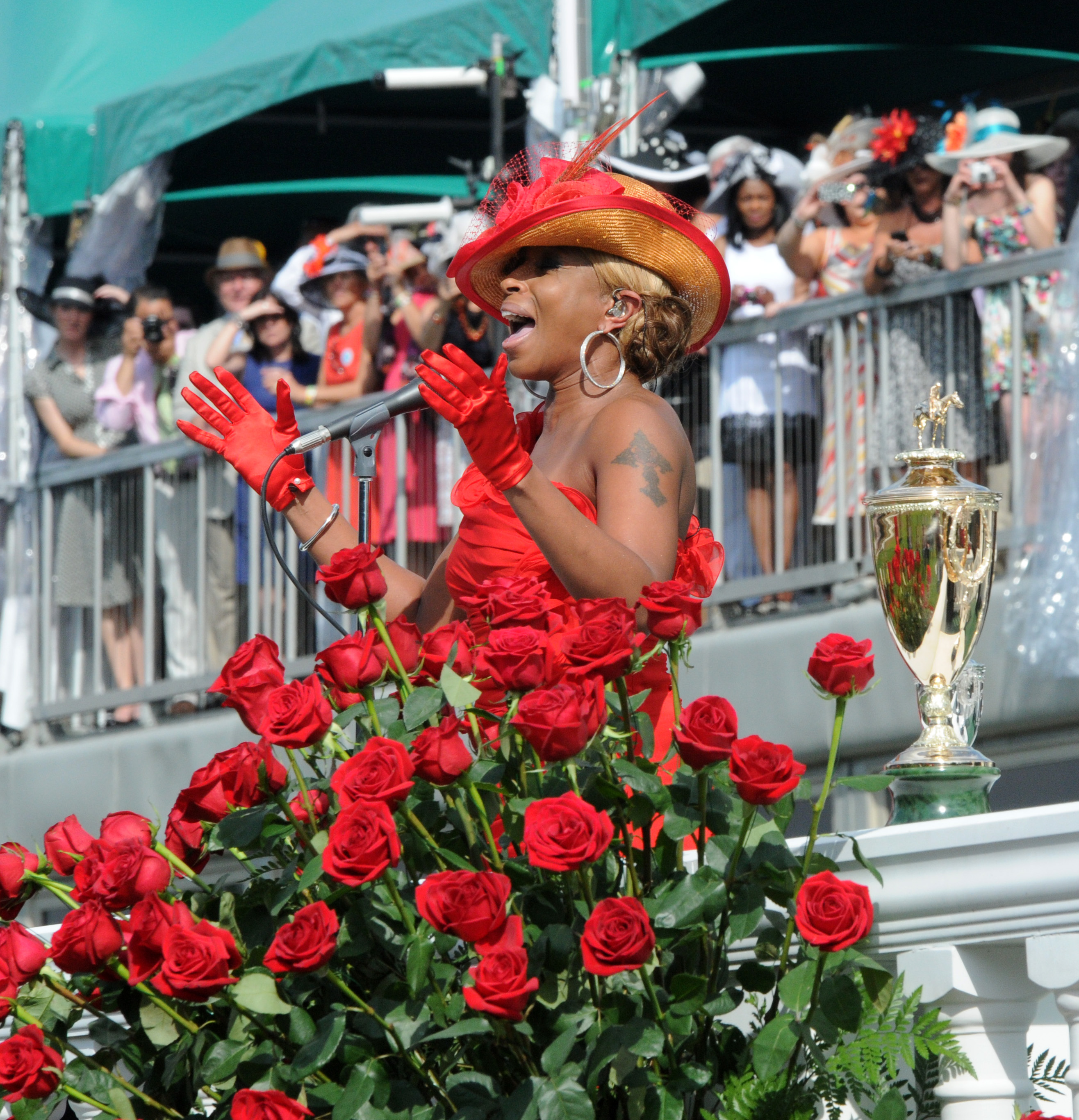
Mulheres com chapéus elaborados e rosas vermelhas fazem parte das tradições do Kentucky Derby

O campo interno - uma área de espectadores dentro da pista - oferece preços gerais de entrada, mas poucas chances de ver grande parte da corrida, particularmente antes da instalação do telão jumbotron em 2014. Em vez disso, os foliões aparecem no campo para festejar. Em contrapartida, Millionaire's Row refere-se aos camarotes caros que atraem os ricos, os famosos e os bem conectados. As mulheres aparecem em trajes finos e com chapéus grandes e elaborados. O evento atrai espectadores de vários lugares, centenas chegam voando em aeronave privadas no Aeroporto Internacional de Louisville.
O Derby é freqüentemente chamado de A Corrida para as Rosas, porque um cobertor exuberante de 554 rosas vermelhas é concedido ao vencedor do Kentucky Derby a cada ano. A tradição surgiu em 1883 quando a socialite E. Berry Wall, de Nova York, apresentou rosas para mulheres após um Derby que contou com a presença do fundador e presidente da Churchill Downs, o coronel M. Lewis Clark. Acredita-se que este gesto tenha levado Clark à ideia de tornar a rosa a flor oficial da corrida. No entanto, não foi até 1896 que qualquer registro se referiu à rosas sendo cobertas pelo vencedor do Derby. O governador de Kentucky é quem premia com a guirlanda e o troféu Kentucky Derby. O vocalista pop Dan Fogelberg compôs a música "Run for the Roses", que foi lançada a tempo da corrida de 1980.

### My Old Kentucky Home
Durante a caminhada dos cavalos e das pessoas envolvidas até o partidor, é tocada pela banda da Universidade de Louisville e cantada pelo publico a música-tema do estado de Kentucky, "My Old Kentucky Home". A adoção desta balada na tradição do Kentucky Derby data de 1921 na 47ª corrida do clássico. Atualmente, a música também é executada em outros eventos esportivos no estado de Kentucky.

### Festival do Derby de Kentucky
O Festival do Derby de Kentucky ou Kentucky Festival Day ( em ingles) acontece todos os anos em Louisville, Kentucky, durante as duas semanas que precedem a corrida de cavalos do Kentucky Derby. O evento conta com diversas atividades que incluem queima de fogos, jogos de basquete e corridas de rua.

### Riders Up!
"Riders Up!" É o comando tradicional acionado no paddock dado ao jóquei para montar seus cavalos antes da corrida. Desde 2012 é feito por um participante dignitário ou celebridade.
| - 2025: Simone Biles - 2024: Martha Stewart - 2023: Patrick Mahomes - 2022: Jack Harlow - 2021: D. Wayne Lukas - 2020: Não realizado por COVID-19 - 2019: Baker Mayfield | - 2018: Laila Ali - 2017: Jeff Bridges - 2016: Sean Payton - 2015: Teddy Bridgewater - 2014: Julius Erving - 2013: Charlie Strong - 2012: John Calipari |

### Interpretação do Hino Nacional
| - 2025: Grace Potter - 2024: Wynonna Judd - 2023: Carly Pearce - 2022: Brittney Spencer - 2021: Tori Kelly - 2019: Jennifer Nettles - 2018: Pentatonix - 2017: Harry Connick Jr. | - 2016: Lady Antebellum - 2015: Josh Groban - 2014: Jo Dee Messina - 2013: Martina McBride - 2012: Mary J. Blige - 2011: Jordin Sparks - 2010: Rascal Flatts - 2009: LeAnn Rimes |

## Campeões
| Ano  | Vencedor           | País           | Pai                   | Jockey              | Treinador             | Proprietário                        | Tempo   |
| 2025 | Sovereignty        | Estados Unidos | Into Mischief         | Junior Alvarado     | William I. Mott       | Godolphin                           | 2'02"31 |
| 2024 | Mystik Dan         | Estados Unidos | Goldencents           | Brian Hernandez Jr. | Kenneth G. McPeek     | Lance Gasaway, 4 G Racing           | 2'03"34 |
| 2023 | Mage               | Estados Unidos | Good Magic            | Javier Castellano   | Gustavo Delgado       | OGMA Investments, Ramiro Restrepo   | 2'01"57 |
| 2022 | Rich Strike        | Estados Unidos | Keen Ice              | Sonny Leon          | Eric Reed             | RED TR-Racing                       | 2'02"61 |
| 2021 | Mandaloun          | Estados Unidos | Into Mischief         | Florent Geroux      | Brad Cox              | Juddmonte                           | 2'01"02 |
| 2020 | Authentic          | Estados Unidos | Into Mischief         | John Velazquez      | Bob Baffert           | Spendthrift Farm & Madaket Stables  | 2'00"61 |
| 2019 | Country House      | Estados Unidos | Lookin at Lucky       | Flavien Prat        | Bill Mott             | Shields, McFadden & LNJ Foxwoods    | 2'03"93 |
| 2018 | Justify †          | Estados Unidos | Daddy Scat            | Mike Smith          | Bob Baffert           | China Horse Club & WinStar Farm     | 2'04"20 |
| 2017 | Always Dreaming    | Estados Unidos | Bodemeister           | John Velazquez      | Todd Pletcher         | MeB Racing, Brooklyn Boyz & al      | 2'03"59 |
| 2016 | Nyquist            | Estados Unidos | Uncle Mo              | Mario Gutierrez     | Doug O'Neill          | John Paul Reddam                    | 2'01"31 |
| 2015 | American Pharoah † | Estados Unidos | Pioneerof the Nile    | Victor Espinoza     | Bob Baffert           | Zayat Stables LLC                   | 2'03"02 |
| 2014 | California Chrome  | Estados Unidos | Lucky Pulpit          | Victor Espinoza     | Art Sherman           | Steve Coburn, Perry Martin          | 2'03"66 |
| 2013 | Orb                | Estados Unidos | Malibu Moon           | Joel Rosario        | Art Sherman           | Stuart S. Janney III, Phipps Stable | 2'02"89 |
| 2012 | I'll Have Another  | Estados Unidos | Flower Alley          | Mario Gutierrez     | Doug O'Neill          | John Paul Reddam                    | 2'01"83 |
| 2011 | Animal Kingdom     | Estados Unidos | Leroidesanimaux       | Robby Albarado      | Graham Motion         | Team Valor International            | 2'02"04 |
| 2010 | Super Saver        | Estados Unidos | Maria's Mon           | Calvin Borel        | Todd Pletcher         | WinStar Farm                        | 2'04"45 |
| 2009 | Mine That Bird     | Estados Unidos | Birdstone             | Calvin Borel        | Bennie Woolley Jr.    | Double Eagle Ranch                  | 2'02"66 |
| 2008 | Big Brown          | Estados Unidos | Boundary              | Kent Desormeaux     | Rick Dutrow           | IEAH Stables, Paul Pompa Jr., & al  | 2'01"80 |
| 2007 | Street Sense       | Estados Unidos | Street Cry            | Calvin Borel        | Carl Nafzger          | James B. Tafel                      | 2'02"17 |
| 2006 | Barbaro            | Estados Unidos | Dynaformer            | Edgar Prado         | Michael Matz          | Lael Stables                        | 2'01"36 |
| 2005 | Giacomo            | Estados Unidos | Holy Bull             | Mike E. Smith       | John Shirreffs        | Jerry & Ann Moss                    | 2'02"75 |
| 2004 | Smarty Jones       | Estados Unidos | Elusive Quality       | Stewart Elliott     | John Servis           | Someday Farm                        | 2'04"06 |
| 2003 | Funny Cide         | Estados Unidos | Distorted Humor       | Jose Santos         | Barclay Tagg          | Sackatoga Stable                    | 2'01"19 |
| 2002 | War Emblem         | Estados Unidos | Our Emblem            | Victor Espinoza     | Bob Baffert           | Thoroughbred Corp.                  | 2'01"13 |
| 2001 | Monarchos          | Estados Unidos | Maria's Mon           | Jorge Chavez        | John T. Ward, Jr.     | John C. Oxley                       | 1'59"97 |
| 2000 | Fusaichi Pegasus   | Estados Unidos | Mr.Prospector         | Kent Desormeaux     | Neil Drysdale         | Fusao Sekiguchi                     | 2'01"00 |
| 1999 | Charismatic        | Estados Unidos | Summer Squall         | Chris Antley        | D. Wayne Lukas        | Bob & Beverly Lewis                 | 2'03"20 |
| 1998 | Real Quiet         | Estados Unidos | Quiet American        | Kent Desormeaux     | Bob Baffert           | Michael E. Pegram                   | 2'02"20 |
| 1997 | Silver Charm       | Estados Unidos | Silver Buck           | Gary Stevens        | Bob Baffert           | Bob & Beverly Lewis                 | 2'02"40 |
| 1996 | Grindstone         | Estados Unidos | Unbridled             | Jerry Bailey        | D. Wayne Lukas        | Overbrook Farm                      | 2'01"00 |
| 1995 | Thunder Gulch      | Estados Unidos | Gulch                 | Gary Stevens        | D. Wayne Lukas        | Michael Tabor                       | 2'01"20 |
| 1994 | Go for Gin         | Estados Unidos | Cormorant             | Chris McCarron      | Nick Zito             | Condren Cornacchia                  | 2'03"60 |
| 1993 | Sea Hero           | Estados Unidos | Polish Navy           | Jerry Bailey        | Mack Miller           | Rokeby Stables                      | 2'02"40 |
| 1992 | Lil E. Tee         | Estados Unidos | At The Threshold      | Pat Day             | Lynn S. Whiting       | W. Cal Partee                       | 2'03"00 |
| 1991 | Strike the Gold    | Estados Unidos | Alydar                | Chris Antley        | Nick Zito             | BCC Stable                          | 2'03"00 |
| 1990 | Unbridled          | Estados Unidos | Fappiano              | Craig Perret        | Carl Nafzger          | Frances A. Genter                   | 2'02"00 |
| 1989 | Sunday Silence     | Estados Unidos | Halo                  | Pat Valenzuela      | Charlie Whittingham   | H-G-W Partners                      | 2'05"00 |
| 1988 | Winning Colors ‡   | Estados Unidos | Caro                  | Gary Stevens        | D. Wayne Lukas        | Eugene V. Klein                     | 2'02"20 |
| 1987 | Alysheba           | Estados Unidos | Alydar                | Chris McCarron      | Jack Van Berg         | D. & P. Scharbauer                  | 2'03"40 |
| 1986 | Ferdinand          | Estados Unidos | Nijinsky              | Bill Shoemaker      | Charlie Whittingham   | Howard B. Keck                      | 2'02"80 |
| 1985 | Spend A Buck       | Estados Unidos | Buckaroo              | Angel Cordero, Jr.  | Cam Gambolati         | Hunter Farm                         | 2'00"20 |
| 1984 | Swale              | Estados Unidos | Seattle Slew          | Laffit Pincay, Jr.  | Woody Stephens        | Claiborne Farm                      | 2'02"40 |
| 1983 | Sunny's Halo       | Canadá         | Halo                  | Eddie Delahoussaye  | David C. Cross, Jr.   | D. J. Foster Stable                 | 2'02"20 |
| 1982 | Gato Del Sol       | Estados Unidos | Cougar                | Eddie Delahoussaye  | Edwin J. Gregson      | Hancock & Peters                    | 2'02"40 |
| 1981 | Pleasant Colony    | Estados Unidos | His Majesty           | Jorge Velasquez     | John P. Campo         | Buckland Farm                       | 2'02"00 |
| 1980 | Genuine Risk ‡     | Estados Unidos | Exclusive Native      | Jacinto Vasquez     | LeRoy Jolley          | Diana Firestone                     | 2'02"00 |
| 1979 | Spectacular Bid    | Estados Unidos | Bold Bidder           | Ronnie Franklin     | Bud Delp              | Hawksworth Farm                     | 2'02"40 |
| 1978 | Affirmed †         | Estados Unidos | Exclusive Native      | Steve Cauthen       | Laz Barrera           | Harbor View Farm                    | 2'01"20 |
| 1977 | Seattle Slew †     | Estados Unidos | Bold Reasoning        | Jean Cruguet        | Billy Turner          | Karen L. Taylor                     | 2'02"20 |
| 1976 | Bold Forbes        | Porto Rico     | Irish Castle          | Angel Cordero, Jr.  | Laz Barrera           | E. Rodriguez Tizol                  | 2'01"60 |
| 1975 | Foolish Pleasure   | Estados Unidos | What A Pleasure       | Jacinto Vasquez     | LeRoy Jolley          | John L. Greer                       | 2'02"00 |
| 1974 | Cannonade          | Estados Unidos | Bold Bidder           | Angel Cordero, Jr.  | Woody Stephens        | John M. Olin                        | 2'04"00 |
| 1973 | Secretariat †      | Estados Unidos | Bold Ruler            | Ron Turcotte        | Lucien Laurin         | Meadow Stable                       | 1'59"40 |
| 1972 | Riva Ridge         | Estados Unidos | First Landing         | Ron Turcotte        | Lucien Laurin         | Meadow Stud                         | 2'01"80 |
| 1971 | Cañonero II        | Venezuela      | Pretendre             | Gustavo Avila       | Juan Arias            | Edgar Caibett                       | 2'03"20 |
| 1970 | Dust Commander     | Estados Unidos | Bold Commander        | Mike Manganello     | Don Combs             | Robert E. Lehmann                   | 2'03"40 |
| 1969 | Majestic Prince    | Estados Unidos | Raise A Native        | Bill Hartack        | Johnny Longden        | Frank McMahon                       | 2'01"80 |
| 1968 | Forward Pass       | Estados Unidos | On-And-On             | Ismael Valenzuela   | Henry Forrest         | Calumet Farm                        | 2'02"20 |
| 1967 | Proud Clarion      | Estados Unidos | Hail to Reason        | Bobby Ussery        | Loyd Gentry, Jr.      | Darby Dan Farm                      | 2'00"60 |
| 1966 | Kauai King         | Estados Unidos | Native Dancer         | Don Brumfield       | Henry Forrest         | Ford Stable                         | 2'02"00 |
| 1965 | Lucky Debonair     | Estados Unidos | Vertex                | Bill Shoemaker      | Frank Catrone         | Ada L. Rice                         | 2'01"20 |
| 1964 | Northern Dancer    | Canadá         | Nearctic              | Bill Hartack        | Horatio Luro          | Windfields Farm                     | 2'00"00 |
| 1963 | Chateaugay         | Estados Unidos | Swaps                 | Braulio Baeza       | James P. Conway       | Darby Dan Farm                      | 2'01"80 |
| 1962 | Decidedly          | Estados Unidos | Determine             | Bill Hartack        | Horatio Luro          | El Peco Ranch                       | 2'00"40 |
| 1961 | Carry Back         | Estados Unidos | Saggy                 | Johnny Sellers      | Jack A. Price         | Katherine Price                     | 2'04"00 |
| 1960 | Venetian Way       | Estados Unidos | Royal Coinage         | Bill Hartack        | Victor Sovinski       | Sunny Blue Farm                     | 2'02"40 |
| 1959 | Tomy Lee           | Estados Unidos | Tudor Minstrel        | Bill Shoemaker      | Frank Childs          | Fred & Juliette Turner              | 2'02"20 |
| 1958 | Tim Tam            | Estados Unidos | Tom Fool              | Ismael Valenzuela   | Horace A. Jones       | Calumet Farm                        | 2'05"00 |
| 1957 | Iron Liege         | Estados Unidos | Bull Lea              | Bill Hartack        | Horace A. Jones       | Calumet Farm                        | 2'02"20 |
| 1956 | Needles            | Estados Unidos | Ponder                | David Erb           | Hugh L. Fontaine      | D & H Stable                        | 2'03"40 |
| 1955 | Swaps              | Estados Unidos | Khaled                | Bill Shoemaker      | Mesh Tenney           | Rex C. Ellsworth                    | 2'01"80 |
| 1954 | Determine          | Estados Unidos | Alibhai               | Raymond York        | Willie Molter         | Andy. J. Crevolin                   | 2'03"00 |
| 1953 | Dark Star          | Estados Unidos | Royal Gem             | Hank Moreno         | Eddie Hayward         | Cain Hoy Stable                     | 2'02"00 |
| 1952 | Hill Gail          | Estados Unidos | Bull Lea              | Eddie Arcaro        | Ben A. Jones          | Calumet Farm                        | 2'01"60 |
| 1951 | Count Turf         | Estados Unidos | Count Fleet           | Conn McCreary       | Sol Rutchick          | Jack J. Amiel                       | 2'02"60 |
| 1950 | Middleground       | Estados Unidos | Bold Venture          | William Boland      | Max Hirsch            | King Ranch                          | 2'01"60 |
| 1949 | Ponder             | Estados Unidos | Pensive               | Steve Brooks        | Ben A. Jones          | Calumet Farm                        | 2'04"20 |
| 1948 | Citation †         | Estados Unidos | Bull Lea              | Eddie Arcaro        | Ben A. Jones          | Calumet Farm                        | 2'05"40 |
| 1947 | Jet Pilot          | Estados Unidos | Blenheim              | Eric Guerin         | Tom Smith             | Maine Chance Farm                   | 2'06"80 |
| 1946 | Assault †          | Estados Unidos | Bold Venture          | Warren Mehrtens     | Max Hirsch            | King Ranch                          | 2'06"60 |
| 1945 | Hoop Jr            | Estados Unidos | Sir Gallahad          | Eddie Arcaro        | Ivan Parke            | Fred W. Hooper                      | 2'07"00 |
| 1944 | Pensive            | Estados Unidos | Hyperion              | Conn McCreary       | Ben A. Jones          | Calumet Farm                        | 2'04"20 |
| 1943 | Count Fleet †      | Estados Unidos | Reigh Count           | Johnny Longden      | G. Donald Cameron     | John D. Hertz                       | 2'04"00 |
| 1942 | Shut Out           | Estados Unidos | Equipoise             | Wayne Wright        | John M. Gaver, Sr.    | Greentree Stable                    | 2'04"40 |
| 1941 | Whirlaway †        | Estados Unidos | Blenheim              | Eddie Arcaro        | Ben A. Jones          | Calumet Farm                        | 2'01"40 |
| 1940 | Gallahadion        | Estados Unidos | Sir Gallahad          | Carroll Bierman     | Roy Waldron           | Milky Way Farm                      | 2'05"00 |
| 1939 | Johnstown          | Estados Unidos | Jamestown             | James Stout         | Sunny Jim Fitzsimmons | Belair Stud                         | 2'03"40 |
| 1938 | Lawrin             | Estados Unidos | Insco                 | Eddie Arcaro        | Ben A. Jones          | Herbert M. Woolf                    | 2'04"80 |
| 1937 | War Admiral †      | Estados Unidos | Man O'War             | Charley Kurtsinger  | George Conway         | Glen Riddle Farm                    | 2'03"20 |
| 1936 | Bold Venture       | Estados Unidos | St Germans            | Ira Hanford         | Max Hirsch            | Morton L. Schwartz                  | 2'03"60 |
| 1935 | Omaha †            | Estados Unidos | Gallant Fox           | William Saunders    | Sunny Jim Fitzsimmons | Belair Stud                         | 2'05"00 |
| 1934 | Cavalcade          | Estados Unidos | Lancegaye             | Mack Garner         | Robert Smith          | Brookmeade Stable                   | 2'04"00 |
| 1933 | Brokers Tip        | Estados Unidos | Black Toney           | Don Meade           | Herbert J. Thompson   | Edward R. Bradley                   | 2'06"80 |
| 1932 | Burgoo King        | Estados Unidos | Bubbling Over         | Eugene James        | Herbert J. Thompson   | Edward R. Bradley                   | 2'05"20 |
| 1931 | Twenty Grand       | Estados Unidos | St Germans            | Charley Kurtsinger  | James G. Rowe, Jr.    | Greentree Stable                    | 2'01"80 |
| 1930 | Gallant Fox †      | Estados Unidos | Sir Gallahad          | Earl Sande          | Sunny Fitzsimmons     | Belair Stud                         | 2'07"60 |
| 1929 | Clyde Van Dusen    | Estados Unidos | Man O'War             | Linus McAtee        | Clyde Van Dusen       | H. P. Gardner                       | 2'10"80 |
| 1928 | Reigh Count        | Estados Unidos | Sunreigh              | Chick Lang          | Bert S. Michell       | John Hertz                          | 2'10"40 |
| 1927 | Whiskery           | Estados Unidos | Whisk Broom           | Linus McAtee        | Fred Hopkins          | Harry P. Whitney                    | 2'06"00 |
| 1926 | Bubbling Over      | Estados Unidos | North Star            | Albert Johnson      | Herbert J. Thompson   | Edward R. Bradley                   | 2'03"80 |
| 1925 | Flying Ebony       | Estados Unidos | The Finn              | Earl Sande          | William Duke          | Clifford A. Cochran                 | 2'07"60 |
| 1924 | Black Gold         | Estados Unidos | Black Toney           | John D. Mooney      | Hanley Webb           | Rosa M. Hoots                       | 2'05"20 |
| 1923 | Zev                | Estados Unidos | The Finn              | Earl Sande          | David J. Leary        | Rancocas Stable                     | 2'05"40 |
| 1922 | Morvich            | Estados Unidos | Runnymede             | Albert Johnson      | Fred Burlew           | Benjamin Block                      | 2'04"60 |
| 1921 | Behave Yourself    | Estados Unidos | Marathon              | Charles Thompson    | Herbert J. Thompson   | Edward R. Bradley                   | 2'04"20 |
| 1920 | Paul Jones         | Estados Unidos | Sea King              | Ted Rice            | Billy Garth           | Ral Parr                            | 2'09"00 |
| 1919 | Sir Barton †       | Estados Unidos | Star Shoot            | Johnny Loftus       | H. Guy Bedwell        | J. K. L. Ross                       | 2'09"80 |
| 1918 | Exterminator       | Estados Unidos | McGee                 | William Knapp       | Henry McDaniel        | Willis Sharpe Kilmer                | 2'10"80 |
| 1917 | Omar Khayyam       | Estados Unidos | Marco                 | Charles Borel       | Charles T. Patterson  | Billings & Johnson                  | 2'04"60 |
| 1916 | George Smith       | Estados Unidos | Out of Reach          | Johnny Loftus       | Hollie Hughes         | John Sanford                        | 2'04"00 |
| 1915 | Regret ‡           | Estados Unidos | Broomstick            | Joe Notter          | James G. Rowe, Sr.    | Harry Payne Whitney                 | 2'05"40 |
| 1914 | Old Rosebud        | Estados Unidos | Uncle                 | John McCabe         | Frank D. Weir         | H. C. Applegate                     | 2'03"40 |
| 1913 | Donerail           | Estados Unidos | McGee                 | Roscoe Goose        | Thomas Hayes          | Thomas Hayes                        | 2'04"80 |
| 1912 | Worth              | Estados Unidos | Knight of the Thistle | Carroll H. Shilling | Frank Taylor          | H. C. Hallenbeck                    | 2'09"40 |
| 1911 | Meridian           | Estados Unidos | Broomstick            | George Archibald    | Albert Ewing          | R. F. Carmen                        | 2'05"00 |
| 1910 | Donau              | Estados Unidos | Woolsthorpe           | Fred Herbert        | George Ham            | William Gerst                       | 2'06"40 |
| 1909 | Wintergreen        | Estados Unidos | Dick Welles           | Vincent Powers      | Charles Mack          | Jerome B. Respess                   | 2'08"20 |
| 1908 | Stone Street       | Estados Unidos | Longstreet            | Arthur Pickens      | J. W. Hall            | C. E. & J. W. Hamilton              | 2'15"20 |
| 1907 | Pink Star          | Estados Unidos | Pink Coat             | Andy Minder         | W. H. Fizer           | J. Hal Woodford                     | 2'12"60 |
| 1906 | Sir Huon           | Estados Unidos | Falstetto             | Roscoe Troxler      | Pete Coyne            | Bashford Manor Stable               | 2'08"80 |
| 1905 | Agile              | Estados Unidos | Sir Dixon             | Jack Martin         | Robert Tucker         | Sam S. Brown                        | 2'10"75 |
| 1904 | Elwood             | Estados Unidos | Free Knight           | Shorty Prior        | Charles E. Durnell    | Charles E. Durnell                  | 2'08"50 |
| 1903 | Judge Himes        | Estados Unidos | Esher                 | Hal Booker          | John P. Mayberry      | Charles R. Ellison                  | 2'09"00 |
| 1902 | Alan-a-Dale        | Estados Unidos | Halma                 | James Winkfield     | Thomas C. McDowell    | Thomas C. McDowell                  | 2'08"75 |
| 1901 | His Eminence       | Estados Unidos | Falsetto              | James Winkfield     | Frank B. Van Meter    | Frank B. Van Meter                  | 2'07"75 |
| 1900 | Lieut. Gibson      | Estados Unidos | G.W.Johnson           | Jimmy Boland        | Charles Hughes        | Charles H. Smith                    | 2'06"25 |
| 1899 | Manuel             | Estados Unidos | Bob Miles             | Fred Taral          | Robert J. Walden      | A. H. & D. H. Morris                | 2'12"00 |
| 1898 | Plaudit            | Estados Unidos | Himyar                | Willie Simms        | John E. Madden        | John E. Madden                      | 2'09"00 |
| 1897 | Typhoon II         | Estados Unidos | Top Gallant           | Buttons Garner      | J. C. Cahn            | J. C. Cahn                          | 2'12"50 |
| 1896 | Ben Brush          | Estados Unidos | Bramble               | Willie Simms        | Hardy Campbell        | Dwyer Brothers Stable               | 2'07"75 |
| 1895 | Halma              | Estados Unidos | Hanover               | Soup Perkins        | Byron McClelland      | Byron McClelland                    | 2'37"50 |
| 1894 | Chant              | Estados Unidos | Falsetto              | Frank Goodale       | H. Eugene Leigh       | Leigh & Rose                        | 2'41"00 |
| 1893 | Lookout            | Estados Unidos | Troubadour            | Eddie Kunze         | William McDaniel      | Cushing & Orth                      | 2'39"25 |
| 1892 | Azra               | Estados Unidos | Reform                | Lonnie Clayton      | John Morris           | Bashford Manor Stable               | 2'41"50 |
| 1891 | Kingman            | Estados Unidos | Glengarry             | Isaac Murphy        | Dud Allen             | Jacobin Stable                      | 2'52"25 |
| 1890 | Riley              | Estados Unidos | Longfellow            | Isaac Murphy        | Edward Corrigan       | Edward Corrigan                     | 2'45"00 |
| 1889 | Spokane            | Estados Unidos | Hyder Ali             | Thomas Kiley        | John Rodegap          | Noah Armstrong                      | 2'34"50 |
| 1888 | Macbeth II         | Estados Unidos | Macduff               | George Covington    | John Campbell         | Chicago Stable                      | 2'38"00 |
| 1887 | Montrose           | Estados Unidos | Duke of Montrose      | Isaac Lewis         | John McGinty          | Labold Brothers                     | 2'39"25 |
| 1886 | Ben Ali            | Estados Unidos | Virgil                | Paul Duffy          | Jim Murphy            | James Ben Ali Haggin                | 2'36"50 |
| 1885 | Joe Cotton         | Estados Unidos | King Alfonso          | Babe Henderson      | Alex Perry            | J. T. Williams                      | 2'37"25 |
| 1884 | Buchanan           | Estados Unidos | Buckden               | Isaac Murphy        | William Bird          | William Cottrill                    | 2'40"25 |
| 1883 | Leonatus           | Estados Unidos | Longfellow            | Billy Donohue       | Raleigh Colston       | Chinn & Morgan                      | 2'43"00 |
| 1882 | Apollo             | Estados Unidos | Lever                 | Babe Hurd           | Green B. Morris       | Morris & Patton                     | 2'40"00 |
| 1881 | Hindoo             | Estados Unidos | Virgil                | Jim McLaughlin      | James G. Rowe, Sr.    | Dwyer Bros. Stable                  | 2'40"00 |
| 1880 | Fonso              | Estados Unidos | King Alfonso          | George Lewis        | Tice Hutsell          | J. Snell Shawhan                    | 2'37"50 |
| 1879 | Lord Murphy        | Estados Unidos | Pat Malloy            | Charlie Shauer      | George Rice           | Darden & Co                         | 2'37"00 |
| 1878 | Day Star           | Estados Unidos | Star Davis            | Jimmy Carter        | Lee Paul              | T. J. Nichols                       | 2'37"25 |
| 1877 | Baden-Baden        | Estados Unidos | Australian            | William Walker      | Edward D. Brown       | Daniel Swigert                      | 2'38"00 |
| 1876 | Vagrant            | Estados Unidos | Virgil                | Bobby Swim          | James Williams        | William Astor, Jr.                  | 2'38"25 |
| 1875 | Aristides          | Estados Unidos | Leamington            | Oliver Lewis        | Ansel Williamson      | Hal P. McGrath                      | 2'37"75 |

## Números e recordes
Maior margem de vitória
- 8 corpos – Old Rosebud (1914), Johnstown (1939), Whirlaway (1941) e Assault (1946)

Diversos
- Em 2018, Justify tornou-se o primeiro cavalo desde Apollo em 1882, a vencer o Derby sem ter corrido com dois anos de idade.[26]
- Em 2010, Calvin Borel estabeleceu um novo recorde, sendo o primeiro jockey a vencer 3 de 4 Kentucky Derbys consecutivos.[27]
- Em 2019, Country House venceu o Kentucky Derby após a desqualificação de Maximum Security.
- Três cavalos venceram o Kentucky Derby sem competir aos dois anos de idade: Apollo (1882), Justify (2018) e Mage (2023).

Jockey´s com mais vitórias

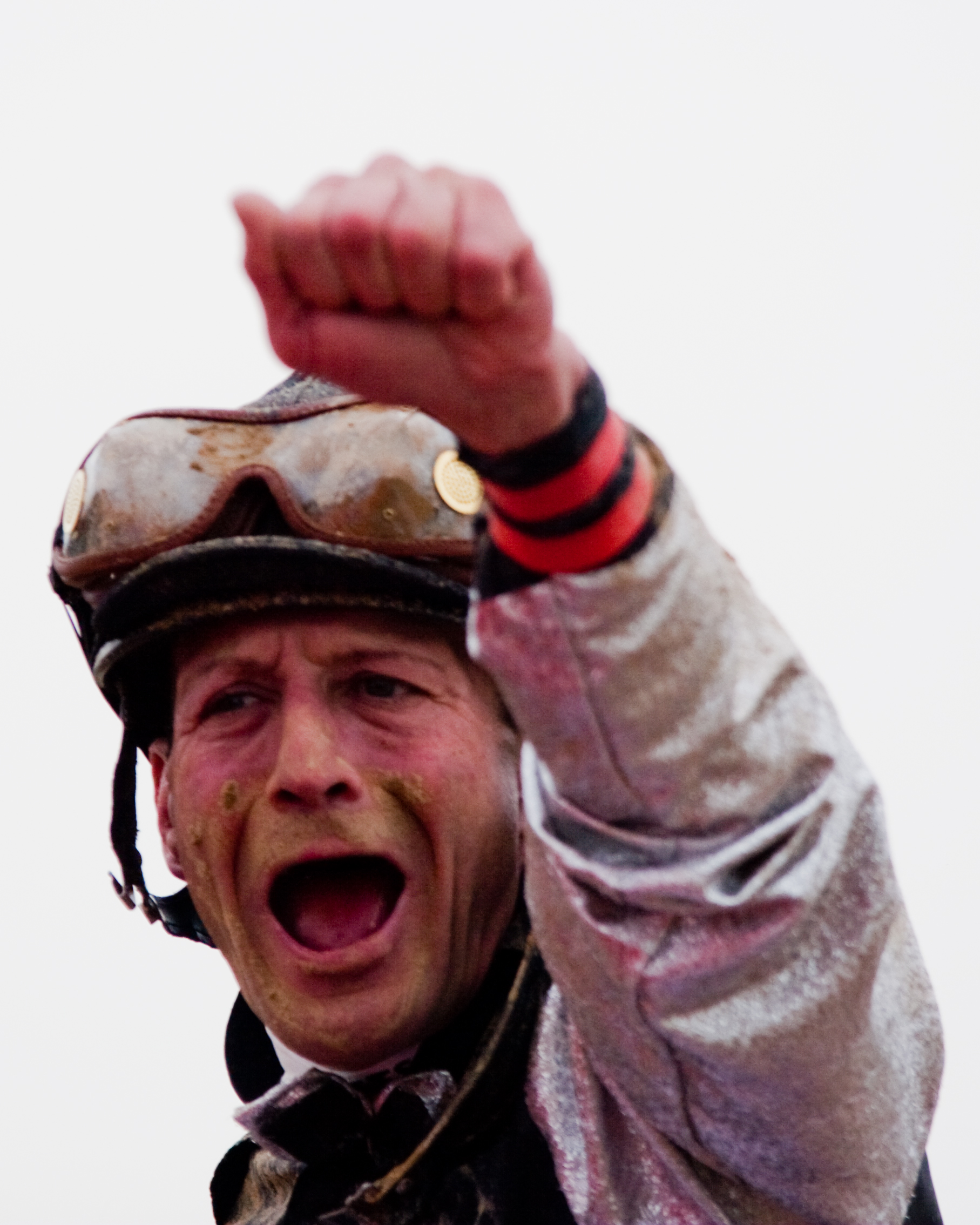
Calvin Borel comemora sua vitória em 2009, ele venceu 3 vezes em 4 anos.

107 jóqueis venceram o Kentucky Derby, com 27 deles conquistando o feito várias vezes. Isaac Murphy (1890-1891), Jimmy Winkfield (1901-1902), Ron Turcotte (1972-1973), Eddie Delahoussaye (1982-1983), Calvin Borel (2009-10) e Victor Espinoza (2014-15) são os únicos jóqueis a vencer o Derby em anos consecutivos. Borel é o único jóquei com três vitórias em um período de quatro anos (2007, 2009 e 2010).
| Jockey            | Vitórias | Montagens | Anos vencidos                |
| ----------------- | -------- | --------- | ---------------------------- |
| Eddie Arcaro      | 5        | 21        | 1938, 1941, 1945, 1948, 1952 |
| Bill Hartack      | 5        | 12        | 1957, 1960, 1962, 1964, 1969 |
| Bill Shoemaker    | 4        | 26        | 1955, 1959, 1965, 1986       |
| Isaac Murphy      | 3        | 11        | 1884, 1890, 1891             |
| Earl Sande        | 3        | 8         | 1923, 1925, 1930             |
| Ángel Cordero Jr. | 3        | 17        | 1974, 1976, 1985             |
| Gary Stevens      | 3        | 22        | 1988, 1995, 1997             |
| Kent Desormeaux   | 3        | 22        | 1998, 2000, 2008             |
| Calvin Borel      | 3        | 12        | 2007, 2009, 2010             |
| Victor Espinoza   | 3        | 10        | 2002, 2014, 2015             |
| John Velazquez    | 3        | 24        | 2011, 2017, 2020             |

Treinadores com mais vitórias
116 treinadores venceram o Kentucky Derby, sendo 19 deles várias vezes. Seis treinadores venceram o Derby em anos consecutivos: Herbert J. Thompson (1932-1933), Ben Jones (1948-1949), Jimmy Jones (1957-1958), Lucien Laurin (1972-1973), D. Wayne Lukas (1995-1996) e Bob Baffert (1997-1998).
| Treinador           | Vitórias | Corridas | Anos vencidos                      |
| ------------------- | -------- | -------- | ---------------------------------- |
| Ben Jones           | 6        | 11       | 1938, 1941, 1944, 1948, 1949, 1952 |
| Bob Baffert         | 6        | 24       | 1997, 1998, 2002, 2015, 2018, 2020 |
| Herbert J. Thompson | 4        | 26       | 1921, 1926, 1932, 1933             |
| D. Wayne Lukas      | 4        | 49       | 1988, 1995, 1996, 1999             |
| James Fitzsimmons   | 3        | 11       | 1930, 1935, 1939                   |
| Max Hirsch          | 3        | 14       | 1936, 1946, 1950                   |

Donos com mais vitórias
Dezessete proprietários venceram o Kentucky Derby diversas vezes com cavalos dos quais eram proprietários total ou parcial.
| Dono              | Vitórias | Corridas | Anos vencidos                                  |
| ----------------- | -------- | -------- | ---------------------------------------------- |
| Calumet Farm      | 8        | 28       | 1941, 1944, 1948, 1949, 1952, 1957, 1958, 1968 |
| Edward R. Bradley | 4        | 28       | 1921, 1926, 1932, 1933                         |
| Belair Stud       | 3        | 8        | 1930, 1935, 1939                               |